# Le Roi des enfants
Pour plus de détails, voir Fiche technique et Distribution.
Le Roi des enfants (孩子王, Háizǐ Wáng) est un film chinois réalisé par Chen Kaige, sorti en 1987. Ce film a été produit par China Film Corporation, Xi'an Film Studio.

## Synopsis
À la fin de la révolution Culturelle, un jeune homme de la ville est envoyé à la campagne pour réaliser son tour de travail agricole. Arrivé dans la région montagneuse isolée du Yunnan, à sa surprise, on lui demande de devenir instituteur, alors même qu'il lui manque les qualifications nécessaires. Il décide alors de ne pas suivre le programme des livres Mao, qu'il juge peu intéressant car il comprend des exercices tels que recopier les caractères du dictionnaire. Il choisit donc d'apprendre à ses élèves à penser par eux-mêmes le monde qui les entoure. Cependant, l'autorité a vent de ses pratiques enseignantes non conformes et le réprimande sévèrement. 
Conformément à l'expression désignant les instituteurs dans la Chine ancienne, il est surnommé "le roi des enfants".

## Fiche technique
- Titre : Le Roi des enfants
- Titre original : 孩子王, Háizǐ Wáng
- Réalisation : Chen Kaige
- Scénario : He Jianjun
- Pays d'origine : Chine
- Format : Couleurs - Mono - 35 mm
- Genre : Drame
- Date de sortie : 1987

## Distribution
- Chen Shaohua:
- Xie Yuan:
- Yang Xuewen: